# We are.
「We are.」（ウィー・アー）は、日本のロックバンド・Do As Infinityの6作目のシングル。

## 概要
- 前作「rumble fish」から約3ヶ月ぶりのシングル。
- 表題曲は花王『ソフィーナオーブクリスマス』のCMソングに、カップリング曲はWOWOWテレビドラマ『Seven's Foce』の主題歌にそれぞれ使用された。CMのタイアップは「Oasis」以来3作ぶり、テレビドラマの主題歌を手掛けるのは「Yesterday & Today」以来2作ぶりとなった。
- 今作発売後、長尾大が脱退したため表向き上として参加した最後のシングルとなった[注 1]。
- オリコンチャート初登場16位を獲得。3作連続でのトップ20入りを果たした。

## 収録曲
1. We are. [4:24]
作詞・作曲・編曲：D・A・I
ストリングスアレンジ：弦一徹
作詞は伴都美子、作曲は長尾大。クリスマスソングとして制作された[1]。3rdシングル「Oasis」以降、共同編曲を務めた亀田誠治がスケジュールの都合上参加できず、2ndシングル「Heart」以来の単独名義による楽曲となった[注 2]。
ミュージック・ビデオはクリスマスをイメージして晴海のビルの屋上にクレーンカメラを使用して撮影された[注 3]。
2. 永遠 [4:46]
作詞・作曲：D・A・I
編曲：D・A・I、亀田誠治
3. new world [4:54]
作詞・作曲：D・A・I
編曲：D・A・I、亀田誠治
4. SUMMER DAYS (8.27. Live Version) [3:50]
作詞・作曲：D・A・I
編曲：D・A・I、亀田誠治
5thシングルのカップリング曲のライブバージョン。
5. We are. (Instrumental) [4:22]
作曲・編曲：D・A・I
ストリングスアレンジ：弦一徹
表題曲のインストゥルメンタルバージョン。
6. 永遠 (Instrumental) [4:46]
作曲：D・A・I
編曲：D・A・I、亀田誠治
カップリング1曲目のインストゥルメンタルバージョン。
7. new world (Instrumental) [4:55]
作曲：D・A・I
編曲：D・A・I、亀田誠治
カップリング2曲目のインストゥルメンタルバージョン。

## タイアップ
- 花王『ソフィーナオーブクリスマス』CMソング (#1)
- WOWOWテレビドラマ『Seven's Foce』主題歌 (#2)

## 収録アルバム
- NEW WORLD (#1,2,3、#3はアルバムバージョン[2])
- Do The Best (#1,3、#1はGREAT TOUR BAND version、#3はアルバムバージョンからさらにイントロをカットしたもの)
- Do The A-side (#1)
- Do The Best "Great Supporters Selection" (#1,2,3、#3はアルバムバージョンからさらにイントロをカットしたもの)
- Do The Complete (#1)

## 2 of Us
「We are. [2 of Us]」（ウィー・アー・トゥー・オブ・アス）は、日本のロックバンド・Do As Infinityの9作目の配信限定シングル。

### 概要
- 前作「真実の詩 [2 of Us]」から続く16週連続配信企画『2 of Us』の第9弾シングル。

### 収録曲
1. We are. [2 of Us] [4:38]
作詞・作曲：D・A・I
編曲：Ryo Owatari
この企画以前より原曲はライブのアコースティックバージョンにてミドルテンポ調で披露されてきたが、この企画では原曲を忠実にアコースティック・ギターで再現するイメージで制作された。また、間奏では原曲以上に効果的な変拍子が取り入れられている[1]。

### 収録アルバム
- 2 of Us [BLUE] -14 Re:SINGLES-